# 叙施泰特
叙施泰特是德国下萨克森州的一个市镇。总面积37.01平方公里，总人口1541人，其中男性767人，女性774人（2011年12月31日），人口密度42人/平方公里。